# 圣塞西利亚-杜帕旺
圣塞西利亚-杜帕旺是巴西巴拉那州的一个市镇。总面积110.2平方公里，总人口3732人，人口密度33.9人/平方公里。